# Santana do Seridó
Santana do Seridó là một đô thị thuộc bang Rio Grande do Norte, Brasil. Đô thị này có diện tích 188,402 km², dân số năm 2007 là 2279 người, mật độ 12,1 người/km².